# Elecciones generales de Uruguay de 1994
Las elecciones generales de Uruguay de 1994 para el periodo 1995-2000 se realizaron el domingo 27 de noviembre de 1994. El batllista Julio María Sanguinetti venció al herrerista Alberto Volonté.

## Generalidades
El candidato colorado Julio María Sanguinetti resultó ganador. Asumió el cargo el 1 de marzo de 1995, sustituyendo al anterior presidente Luis Alberto Lacalle.
Junto a la elección de Presidente se votó el cargo de vicepresidente, correspondiendo a Hugo Batalla, y los cargos de los 30 senadores y 99 diputados. El Senado de la XLIVa Legislatura quedó compuesto por 10 senadores del Partido Colorado, 10 del Partido Nacional, 9 del Encuentro Progresista-Frente Amplio y 1 del Nuevo Espacio. La Cámara de Representantes de dicha legislatura, por su parte, quedó integrada por 32 diputados colorados, 31 blancos, 31 frenteamplistas y 5 nuevoespacistas.
Se trató de la elección nacional con mayor número de partidos políticos habilitados, 15 en total, y el mayor número de candidatos, 20. Los partidos habilitados fueron:
- - Partido Colorado, con cuatro candidaturas: Julio María Sanguinetti, Jorge Batlle, Jorge Pacheco Areco y Jorge Barreiro
  - Partido Nacional, presentó a Juan Andrés Ramírez, Alberto Volonté y Carlos Julio Pereyra a la presidencia.
  - Encuentro Progresista - Frente Amplio, liderado por Tabaré Vázquez
  - Nuevo Espacio; de Rafael Michelini
  - Partido Azul; de Roberto Canessa
  - Partido Verde Eto-Ecologista, liderado por Rodolfo V Tálice
  - Partido del Sol Federal y Pacifista, liderado por Mabel Portillo y Homero Mieres
  - Partido de los Trabajadores, de Juan Vital Andrada
  - Partido por la Seguridad Social; Elías Yaffalian
  - Unión Cívica; liderada por Luis Pieri
  - Partido Republicano; Ademar Álvarez Franco
  - Partido Movimiento Justiciero, que postuló a Bolívar Espínola
  - Alianza Oriental; liderada por Federico Silva Ledesma
  - Partido Demócrata Laboral; Pompeyo Giansanti
  - Movimiento Progresista; Misionero Elías Perdomo

## Postulantes
Esta fue la última elección en la cual rigió el sistema de doble voto simultáneo, por el cual cada partido podía presentar múltiples candidatos simultáneos a la Presidencia. Los comparecientes fueron:
| Partido / Coalición | Partido / Coalición                   | Candidatos | Listas |
| --- | ------------------------------------- | --- | --- |
| | Partido Colorado                      | Julio María Sanguinetti: ya había sido Presidente en el periodo 1985-1990, y tenía ganada fama de estadista de nota. Comenzó la campaña electoral con buenas perspectivas; sin embargo, la noche de la elección su triunfo fue muy ajustado. Llevó como compañero de fórmula a Hugo Batalla (político de extracción colorada, que había sido senador por el Frente Amplio y por el Nuevo Espacio); en un inicio tenía gran potencial, y al final llevó escasos votos. Cinco listas al Senado se presentaron con esta fórmula presidencial: | Foro Batllista, cuya lista más votada fue la 2000, encabezada por Sanguinetti                                          |
| Lista 99, Por el Gobierno del Pueblo, encabezada por Hugo Batalla | Partido Colorado                      | Julio María Sanguinetti: ya había sido Presidente en el periodo 1985-1990, y tenía ganada fama de estadista de nota. Comenzó la campaña electoral con buenas perspectivas; sin embargo, la noche de la elección su triunfo fue muy ajustado. Llevó como compañero de fórmula a Hugo Batalla (político de extracción colorada, que había sido senador por el Frente Amplio y por el Nuevo Espacio); en un inicio tenía gran potencial, y al final llevó escasos votos. Cinco listas al Senado se presentaron con esta fórmula presidencial: | |
| Cruzada 94, del ex pachequista Pablo Millor | Partido Colorado                      | Julio María Sanguinetti: ya había sido Presidente en el periodo 1985-1990, y tenía ganada fama de estadista de nota. Comenzó la campaña electoral con buenas perspectivas; sin embargo, la noche de la elección su triunfo fue muy ajustado. Llevó como compañero de fórmula a Hugo Batalla (político de extracción colorada, que había sido senador por el Frente Amplio y por el Nuevo Espacio); en un inicio tenía gran potencial, y al final llevó escasos votos. Cinco listas al Senado se presentaron con esta fórmula presidencial: | |
| Lista 27, del centroizquierdista Víctor Vaillant | Partido Colorado                      | Julio María Sanguinetti: ya había sido Presidente en el periodo 1985-1990, y tenía ganada fama de estadista de nota. Comenzó la campaña electoral con buenas perspectivas; sin embargo, la noche de la elección su triunfo fue muy ajustado. Llevó como compañero de fórmula a Hugo Batalla (político de extracción colorada, que había sido senador por el Frente Amplio y por el Nuevo Espacio); en un inicio tenía gran potencial, y al final llevó escasos votos. Cinco listas al Senado se presentaron con esta fórmula presidencial: | |
| Lista 75, encabezada por Huber Díaz Garay | Partido Colorado                      | Julio María Sanguinetti: ya había sido Presidente en el periodo 1985-1990, y tenía ganada fama de estadista de nota. Comenzó la campaña electoral con buenas perspectivas; sin embargo, la noche de la elección su triunfo fue muy ajustado. Llevó como compañero de fórmula a Hugo Batalla (político de extracción colorada, que había sido senador por el Frente Amplio y por el Nuevo Espacio); en un inicio tenía gran potencial, y al final llevó escasos votos. Cinco listas al Senado se presentaron con esta fórmula presidencial: | |
| Jorge Batlle: con el eslogan "Le canta la justa", se caracterizó por mensajes mordaces y comentarios fuertes; tuvo una votación que le alcanzó para obtener una banca senatorial, pero estuvo bien lejos de lograr el sillón presidencial, con lo cual cosechó su cuarta derrota electoral. Llevó como compañero de fórmula a Federico Bouza. Presentó numerosas listas encabezadas todas por el propio Batlle. La más conocida es la lista 15. | Partido Colorado                      | | |
| Jorge Pacheco Areco: el expresidente de fines de la década de 1960 ya estaba en los descuentos de su carrera política; enfermo, casi no hizo campaña, y la votación obtenida fue francamente magra. Formaba parte del sector más tradicional del partido; lo acompañó en la fórmula el economista Eduardo Ache. la Unión Colorada y Batllista presentó cuatro planchas al senado.                                                               | Partido Colorado                      | Listas 321, 16123 y 16: Encabezadas por Jorge Ache | |
| Jorge Pacheco Areco: el expresidente de fines de la década de 1960 ya estaba en los descuentos de su carrera política; enfermo, casi no hizo campaña, y la votación obtenida fue francamente magra. Formaba parte del sector más tradicional del partido; lo acompañó en la fórmula el economista Eduardo Ache. la Unión Colorada y Batllista presentó cuatro planchas al senado.                                                               | Partido Colorado                      | Lista 123, encabezada por Raúl Jude | |
| Jorge Pacheco Areco: el expresidente de fines de la década de 1960 ya estaba en los descuentos de su carrera política; enfermo, casi no hizo campaña, y la votación obtenida fue francamente magra. Formaba parte del sector más tradicional del partido; lo acompañó en la fórmula el economista Eduardo Ache. la Unión Colorada y Batllista presentó cuatro planchas al senado.                                                               | Partido Colorado                      | Lista 315; lista liderada por Amílcar Vasconcellos | |
| Jorge Pacheco Areco: el expresidente de fines de la década de 1960 ya estaba en los descuentos de su carrera política; enfermo, casi no hizo campaña, y la votación obtenida fue francamente magra. Formaba parte del sector más tradicional del partido; lo acompañó en la fórmula el economista Eduardo Ache. la Unión Colorada y Batllista presentó cuatro planchas al senado.                                                               | Partido Colorado                      | Lista 1; Heber Pinto | |
| Jorge Pacheco Areco: el expresidente de fines de la década de 1960 ya estaba en los descuentos de su carrera política; enfermo, casi no hizo campaña, y la votación obtenida fue francamente magra. Formaba parte del sector más tradicional del partido; lo acompañó en la fórmula el economista Eduardo Ache. la Unión Colorada y Batllista presentó cuatro planchas al senado.                                                               | Partido Colorado                      | Lista 43; Liderada por Mario Cantón | |
| Jorge Barreiro: un candidato que impulsaba la idea de "Uruguay puerto libre". Su respaldo electoral fue de apenas 227 votos. | Partido Colorado                      | | |
| Como el presidente Luis Alberto Lacalle no podía presentarse a reelección presidencial, el partido de gobierno se vio enfrentado a un complejo proceso de definición de candidaturas. Finalmente, la presencia de múltiples candidatos benefició el caudal de votos del partido. |                                       | | |
| | Partido Nacional                      | Alberto Volonté: el expresidente de UTE, apoyado por Walter Santoro y acompañado en la fórmula presidencial por Álvaro Ramos, fue la sensación de la campaña, y estuvo muy cerca de obtener el sillón presidencial. Hubo dos listas al Senado: | Confluencia Herrero-Wilsonista, encabezada por Santoro;                                                                |
| Propuesta Nacional, encabezada por Ramos. | Partido Nacional                      | Alberto Volonté: el expresidente de UTE, apoyado por Walter Santoro y acompañado en la fórmula presidencial por Álvaro Ramos, fue la sensación de la campaña, y estuvo muy cerca de obtener el sillón presidencial. Hubo dos listas al Senado: | |
| Juan Andrés Ramírez: quien fuera ministro del Interior de Lacalle, investido "delfín" del mismo, proyectó una sobria imagen de gobernante decente, que le valió una decorosa votación. Lo acompañó en la fórmula el intendente maragato Juan Chiruchi. Dos listas al Senado los apoyaron: | Partido Nacional                      | Luis Alberto Heber, conocida como la "lista política"; | |
| Juan Andrés Ramírez: quien fuera ministro del Interior de Lacalle, investido "delfín" del mismo, proyectó una sobria imagen de gobernante decente, que le valió una decorosa votación. Lo acompañó en la fórmula el intendente maragato Juan Chiruchi. Dos listas al Senado los apoyaron: | Partido Nacional                      | Ignacio de Posadas, conocida como la "lista de los ministros". | |
| Carlos Julio Pereyra: el veterano dirigente encabezó la "Corriente Wilsonista", proclamando ser heredero del legado de Wilson Ferreira Aldunate; pero su votación fue baja, apenas alcanzándole para obtener una banca en el Senado. Lo acompañó Wilson Elso Goñi, y también tuvo el respaldo del ya declinante Juan Raúl Ferreira Sienra. Tuvieron dos listas al Senado:                                                                       | Partido Nacional                      | Corriente Wilsonista, encabezada por Pereyra, Elso y Ferreira Sienra; | |
| Carlos Julio Pereyra: el veterano dirigente encabezó la "Corriente Wilsonista", proclamando ser heredero del legado de Wilson Ferreira Aldunate; pero su votación fue baja, apenas alcanzándole para obtener una banca en el Senado. Lo acompañó Wilson Elso Goñi, y también tuvo el respaldo del ya declinante Juan Raúl Ferreira Sienra. Tuvieron dos listas al Senado:                                                                       | Partido Nacional                      | Segunda plancha encabezada por Matilde Rodríguez Larreta. | |
| | Encuentro Progresista - Frente Amplio | Tabaré Vázquez: catapultado a la primera plana política desde la Intendencia de Montevideo, el carismático médico oncólogo se convirtió en una figura de proyección nacional y suprapartidaria. Acompañado por el también exintendente Rodolfo Nin Novoa, fueron la fórmula más votada de la campaña. Tuvieron múltiples listas al Senado, lo que ya preanunciaba un partido en proceso de expansión y "tradicionalización"; | Lista 2121, Asamblea Uruguay, del ascendiente Danilo Astori, prácticamente tomó la mitad de la votación frenteamplista |
| Lista 1001, Democracia Avanzada, obtuvo una banca para la comunista Marina Arismendi | Encuentro Progresista - Frente Amplio | Tabaré Vázquez: catapultado a la primera plana política desde la Intendencia de Montevideo, el carismático médico oncólogo se convirtió en una figura de proyección nacional y suprapartidaria. Acompañado por el también exintendente Rodolfo Nin Novoa, fueron la fórmula más votada de la campaña. Tuvieron múltiples listas al Senado, lo que ya preanunciaba un partido en proceso de expansión y "tradicionalización"; | |
| Lista 90, Partido Socialista del Uruguay, que obtuvo dos bancas | Encuentro Progresista - Frente Amplio | Tabaré Vázquez: catapultado a la primera plana política desde la Intendencia de Montevideo, el carismático médico oncólogo se convirtió en una figura de proyección nacional y suprapartidaria. Acompañado por el también exintendente Rodolfo Nin Novoa, fueron la fórmula más votada de la campaña. Tuvieron múltiples listas al Senado, lo que ya preanunciaba un partido en proceso de expansión y "tradicionalización"; | |
| Lista 77, Vertiente Artiguista, obtuvo una banca | Encuentro Progresista - Frente Amplio | Tabaré Vázquez: catapultado a la primera plana política desde la Intendencia de Montevideo, el carismático médico oncólogo se convirtió en una figura de proyección nacional y suprapartidaria. Acompañado por el también exintendente Rodolfo Nin Novoa, fueron la fórmula más votada de la campaña. Tuvieron múltiples listas al Senado, lo que ya preanunciaba un partido en proceso de expansión y "tradicionalización"; | |
| Lista 609, Movimiento de Participación Popular, que obtuvo una banca para Helios Sarthou | Encuentro Progresista - Frente Amplio | Tabaré Vázquez: catapultado a la primera plana política desde la Intendencia de Montevideo, el carismático médico oncólogo se convirtió en una figura de proyección nacional y suprapartidaria. Acompañado por el también exintendente Rodolfo Nin Novoa, fueron la fórmula más votada de la campaña. Tuvieron múltiples listas al Senado, lo que ya preanunciaba un partido en proceso de expansión y "tradicionalización"; | |
| Listas 2101, 411 y 700; lideradas por Marcos Carambula | Encuentro Progresista - Frente Amplio | Tabaré Vázquez: catapultado a la primera plana política desde la Intendencia de Montevideo, el carismático médico oncólogo se convirtió en una figura de proyección nacional y suprapartidaria. Acompañado por el también exintendente Rodolfo Nin Novoa, fueron la fórmula más votada de la campaña. Tuvieron múltiples listas al Senado, lo que ya preanunciaba un partido en proceso de expansión y "tradicionalización"; | |
| Lista 343, UPC. Liderada por Hugo Cores | Encuentro Progresista - Frente Amplio | Tabaré Vázquez: catapultado a la primera plana política desde la Intendencia de Montevideo, el carismático médico oncólogo se convirtió en una figura de proyección nacional y suprapartidaria. Acompañado por el también exintendente Rodolfo Nin Novoa, fueron la fórmula más votada de la campaña. Tuvieron múltiples listas al Senado, lo que ya preanunciaba un partido en proceso de expansión y "tradicionalización"; | |
| Lista 78; liderada por Rodolfo Nin Novoa | Encuentro Progresista - Frente Amplio | Tabaré Vázquez: catapultado a la primera plana política desde la Intendencia de Montevideo, el carismático médico oncólogo se convirtió en una figura de proyección nacional y suprapartidaria. Acompañado por el también exintendente Rodolfo Nin Novoa, fueron la fórmula más votada de la campaña. Tuvieron múltiples listas al Senado, lo que ya preanunciaba un partido en proceso de expansión y "tradicionalización"; | |
| Lista 808; dirigida por Carlos Lescano | Encuentro Progresista - Frente Amplio | Tabaré Vázquez: catapultado a la primera plana política desde la Intendencia de Montevideo, el carismático médico oncólogo se convirtió en una figura de proyección nacional y suprapartidaria. Acompañado por el también exintendente Rodolfo Nin Novoa, fueron la fórmula más votada de la campaña. Tuvieron múltiples listas al Senado, lo que ya preanunciaba un partido en proceso de expansión y "tradicionalización"; | |
| Lista 800; C. Hernández | Encuentro Progresista - Frente Amplio | Tabaré Vázquez: catapultado a la primera plana política desde la Intendencia de Montevideo, el carismático médico oncólogo se convirtió en una figura de proyección nacional y suprapartidaria. Acompañado por el también exintendente Rodolfo Nin Novoa, fueron la fórmula más votada de la campaña. Tuvieron múltiples listas al Senado, lo que ya preanunciaba un partido en proceso de expansión y "tradicionalización"; | |
| | Nuevo Espacio                         | Rafael Michelini: heredero del legado político de su padre y de Hugo Batalla, con su Lista 99.000 cosechó unos promisorios cien mil votos. | |
| | Unión Cívica                          | Luis Pieri : obtuvo 2063 votos en el país | |
| | Partido de los Trabajadores           | Sector de izquierda radical. Postuló a Juan Vital Andrada y obtuvo apenas 378 votos | |
| | Alianza Oriental                      | Partido de extrema derecha, obtuvo solamente 333 votos y postuló a Federico Silva Ledesma a la presidencia | |
| | Partido Azul                          | Postuló a Roberto Canessa y alcanzó 1645 votos | |
| | Partido del Sol Federal y Pacifista   | Partido ecologista, escindido del Partido Verde, postuló a Mabel Portillo a la Presidencia y a Homero Mieres a la vicepresidencia, su votación fue magra, tan solo 2258 votos | |
| | Partido Demócrata Laboral             | Postuló a Pompeyo Giansanti y alcanzó 120 votos | |
| | Movimiento Justiciero                 | Liderado por Bolívar Espínola. | |
| | Partido por la Seguridad Social       | Obtuvo 828 votos. Postuló a Elías Yaffalian | |
| | Partido Republicano                   | Alcanzó en el Uruguay 117 votos. | |
| | Partido Verde Eto-Ecologista          | Liderado por Rodolfo V. Tálice, alcanzó los 5498 votos | |
| | Movimiento Progresista                | Su líder fue Misionero Elías Perdomo. Fue el partido con menor votación en todo el país, al alcanzar tan solo 69 adhesiones. | |

## Inusual mapa político
Estas elecciones tuvieron la singularidad de un triple empate técnico. Si bien el resultado no fue formalmente impugnado por ninguna fuerza política, la noche en que se difundieron los resultados la diferencia era tan ajustada, que varios se apresuraron a declarar ganador al Encuentro Progresista. Al otro día, el recuento oficial de votos proclamó ganador a Sanguinetti; pero durante algunas semanas, el recuento de votos observados mantuvo en jaque hasta a los más optimistas. La Corte Electoral tuvo un arduo trabajo de recuento de votos, donde cada voto observado válido podía llegar a dar vuelta el resultado, o significar un diputado más o menos.
Cuando finalmente quedó firme el resultado, había nacido un nuevo mapa político: tres partidos con peso prácticamente igual, situación que obligaba a formar una coalición gobernante como única salida viable.

## Fórmulas ganadoras dentro de sus partidos

### Partido Colorado
|                         |                            |
|                         |                            |
| Julio María Sanguinetti | Hugo Batalla               |
| Candidato a Presidente  | Candidato a Vicepresidente |
|                         |                            |

### Partido Nacional
|                        |                            |
|                        |                            |
| Alberto Volonté        | Álvaro Ramos               |
| Candidato a Presidente | Candidato a Vicepresidente |
|                        |                            |

### Frente Amplio
|                        |                            |
|                        |                            |
| Tabaré Vázquez         | Rodolfo Nin Novoa          |
| Candidato a Presidente | Candidato a Vicepresidente |
|                        |                            |

### Nuevo Espacio
|                        |                            |
|                        |                            |
| Rafael Michelini       | Héctor Pérez Pereira       |
| Candidato a Presidente | Candidato a Vicepresidente |
|                        |                            |

## Resultados
| Partido político / Coalición        | Fórmula presidencial                                                                                              | Votos al candidato                                                                                                | Porcentaje en el total                                                                                            | Votos al partido | Porcentaje | Senadores | Diputados | Resultado        |
| ----------------------------------- | --- | --- | --- | ---------------- | ---------- | --------- | --------- | ---------------- |
| Partido Colorado                    | Julio María Sanguinetti - Hugo Batalla                                                                            | 500.767 | 23,59% | 656.428          | 30,92%     | 10/30     | 32/99     | Fórmula ganadora |
| Partido Colorado                    | Jorge Batlle Ibáñez - Federico Bouza                                                                              | 102.551 | 4,83 % | 656.428          | 30,92%     | 10/30     | 32/99     |                  |
| Partido Colorado                    | Jorge Pacheco Areco - Eduardo Ache                                                                                | 51.936 | 2,45 % | 656.428          | 30,92%     | 10/30     | 32/99     |                  |
| Partido Colorado                    | Jorge Barreiro | 227 | 0,01% | 656.428          | 30,92%     | 10/30     | 32/99     |                  |
| Partido Colorado                    | Adj. al lema | 947 | 0,04% | 656.428          | 30,92%     | 10/30     | 32/99     |                  |
| Partido Nacional                    | Alberto Volonté - Álvaro Ramos                                                                                    | 301.698 | 14,21 % | 633.384          | 29,83 %    | 10/30     | 31/99     |                  |
| Partido Nacional                    | Juan Andrés Ramírez - Juan Chiruchi                                                                               | 264.258 | 12,45 % | 633.384          | 29,83 %    | 10/30     | 31/99     |                  |
| Partido Nacional                    | Carlos Julio Pereyra - Wilson Elso Goñi                                                                           | 65.666 | 3,09 % | 633.384          | 29,83 %    | 10/30     | 31/99     |                  |
| Partido Nacional                    | Adj. al lema | 1.762 | 0,08 % | 633.384          | 29,83 %    | 10/30     | 31/99     |                  |
| Encuentro Progresista Frente Amplio | Tabaré Vázquez - Rodolfo Nin Novoa                                                                                | Tabaré Vázquez - Rodolfo Nin Novoa                                                                                | Tabaré Vázquez - Rodolfo Nin Novoa                                                                                | 621.226          | 29,26 %    | 9/30      | 31/99     |                  |
| Nuevo Espacio                       | Rafael Michelini - Héctor Pérez Pereira                                                                           | Rafael Michelini - Héctor Pérez Pereira                                                                           | Rafael Michelini - Héctor Pérez Pereira                                                                           | 104.773          | 4,93 %     | 1/30      | 5/99      |                  |
| Partido Verde Eto-Ecologista        | Rodolfo Tálice | Rodolfo Tálice | Rodolfo Tálice | 5.498            | 0,26 %     | 0/30      | 0/99      |                  |
| Partido del Sol                     | Mabel Portillo - Homero Mieres                                                                                    | Mabel Portillo - Homero Mieres                                                                                    | Mabel Portillo - Homero Mieres                                                                                    | 2.258            | 0,11 %     | 0/30      | 0/99      |                  |
| Unión Cívica                        | Luis Pieri | Luis Pieri | Luis Pieri | 2.063            | 0,10 %     | 0/30      | 0/99      |                  |
| Partido Azul                        | Roberto Canessa                                                                                                   | Roberto Canessa                                                                                                   | Roberto Canessa                                                                                                   | 1.645            | 0,08 %     | 0/30      | 0/99      |                  |
| Partido por la Seguridad Social     | Elías Yaffalian                                                                                                   | Elías Yaffalian                                                                                                   | Elías Yaffalian                                                                                                   | 828              | 0,04 %     | 0/30      | 0/99      |                  |
| Partido de los Trabajadores         | Juan Vital Andrada                                                                                                | Juan Vital Andrada                                                                                                | Juan Vital Andrada                                                                                                | 378              | 0,02 %     | 0/30      | 0/99      |                  |
| Alianza Oriental                    | Federico Silva Ledesma                                                                                            | Federico Silva Ledesma                                                                                            | Federico Silva Ledesma                                                                                            | 333              | 0,02 %     | 0/30      | 0/99      |                  |
| Movimiento Justiciero               | Bolívar Espínola                                                                                                  | Bolívar Espínola                                                                                                  | Bolívar Espínola                                                                                                  | 161              | 0,01 %     | 0/30      | 0/99      |                  |
| Partido Demócrata Laboral           | Pompeyo Giansanti                                                                                                 | Pompeyo Giansanti                                                                                                 | Pompeyo Giansanti                                                                                                 | 120              | 0,01 %     | 0/30      | 0/99      |                  |
| Partido Republicano                 | Ademar Álvarez Franco                                                                                             | Ademar Álvarez Franco                                                                                             | Ademar Álvarez Franco                                                                                             | 117              | 0,01 %     | 0/30      | 0/99      |                  |
| Movimiento Progresista              | Elías Perdomo | Elías Perdomo | Elías Perdomo | 69               | 0,00 %     | 0/30      | 0/99      |                  |
| Plebiscitos                         | Plebiscito sobre la inconstitucionalidad de alteración en valor pensiones y jubilaciones por Rendición de Cuentas | Plebiscito sobre la inconstitucionalidad de alteración en valor pensiones y jubilaciones por Rendición de Cuentas | Plebiscito sobre la inconstitucionalidad de alteración en valor pensiones y jubilaciones por Rendición de Cuentas | 1.158.309        | 54,4 %     | 54,4 %    | 54,4 %    | Aprobado         |
| Plebiscitos                         | Plebiscito para establecer el 27% del presupuesto nacional para la educación                                      | Plebiscito para establecer el 27% del presupuesto nacional para la educación                                      | Plebiscito para establecer el 27% del presupuesto nacional para la educación                                      | 608.964          | 28,6 %     | 28,6 %    | 28,6 %    | No aprobado      |
| Votos en blanco                     | Votos en blanco                                                                                                   | Votos en blanco                                                                                                   | Votos en blanco                                                                                                   | 71.142           | 3,34 %     | 3,34 %    | 3,34 %    | 3,34 %           |
| Votos anulados                      | Votos anulados | Votos anulados | Votos anulados | 28.822           | 1,35 %     | 1,35 %    | 1,35 %    | 1,35 %           |
| Total de votos emitidos             | Total de votos emitidos                                                                                           | Total de votos emitidos                                                                                           | Total de votos emitidos                                                                                           | 2.129.245        | 2.129.245  | 2.129.245 | 2.129.245 | 2.129.245        |
| Total de electores habilitados      | Total de electores habilitados                                                                                    | Total de electores habilitados                                                                                    | Total de electores habilitados                                                                                    | 2.330.154        | 2.330.154  | 2.330.154 | 2.330.154 | 2.330.154        |

Fuente:Corte Electoral

## Elecciones municipales

Resultados finales de las elecciones departamentales de 1994:
Partido Nacional
Partido Colorado
Frente Amplio

Simultáneamente se celebraron las elecciones de los 19 Intendentes Municipales y las correspondientes Juntas Departamentales. En Montevideo, el Frente Amplio retuvo la Intendencia. En el resto del país, fueron elegidos 12 intendentes blancos y 6 colorados.
Cabe destacar tres datos: 
- Fue la última elección municipal en celebrarse en simultánea con la elección presidencial. A partir del siguiente periodo, las elecciones municipales de Uruguay de 2000 ya tendrían su propia instancia.
- Fue, por tanto, también la última elección donde rigió la obligatoriedad de sufragar por el mismo partido a Presidente e Intendente.
- Con la notoria excepción de Montevideo y Canelones, fue la última elección en la cual el Frente Amplio fue un actor secundario en los comicios municipales.

### Artigas
Históricamente un departamento inexpugnable para el Partido Colorado, fue elegido Luis Eduardo Juan.

### Canelones
Fue elegido el exintendente colorado Tabaré Hackenbruch, que desplazó al herrerista José Andújar. Tuvo además una promisoria votación el frenteamplista Ángel Spinoglio.

### Cerro Largo
Departamento de larga tradición blanca. Ganó Villanueva Saravia, quien encabezaba la lista 58, al superar en la interna blanca al herrerista Jorge Silveira Zavala y a Jorge Coronel del Movimiento Nacional de Rocha.

### Colonia
En manos de los blancos desde hace varios períodos. Fue elegido el herrerista Carlos Moreira.

### Durazno
Departamento de larga tradición blanca, eligió a Luis Hugo Apolo.
Luis Hugo Apolo, en esta elección, resulta elegido por segunda vez en el departamento. A la salida del período dictatorial, las elecciones fueron ganadas por el Partido Nacional y en esa oportunidad, el ing. Apolo constituía un candidato de fuerte extracción nacionalista, identificado con la imagen del líder preso Wilson Ferreira Aldunate.
En 1994, la elección se disputa frente al candidato herrerista Raúl Iturria.

### Flores
Otro departamento de prolongada tradición blanca, eligió a Carlos Mazzullo.

### Florida
Ganó el veterano dirigente quincista Juan Justo Amaro.

### Lavalleja
Fue reelecto el blanco Héctor Leis. Perdió la vida en su segunda gestión y no llegó a término.

### Maldonado
Fue reelecto el blanco Domingo Burgueño, marcando así el ocaso colorado; también se postuló el nacionalista Ricardo Dutra. El exintendente colorado Benito Stern sufrió una durísima derrota; otro candidato colorado fue Wilson Sanabria. El Frente Amplio postuló a Fernando Quinteiro. El candidato del Nuevo Espacio fue Rodolfo López. La Unión Cívica llevó a Óscar Granja.

### Montevideo
Desde 1989, el Frente Amplio aparece consolidado en Montevideo. Mariano Arana fue elegido, al derrotar a los colorados Lucio Cáceres y Mario Carminatti y al blanco Carlos Cat.

### Paysandú
Fue reelecto el blanco Jorge Larrañaga, que a la postre se perfilaría como un gran líder partidario.

### Río Negro
Una vez más ganaron los colorados de la mano de Rubén Rodríguez López.

### Rivera
El herrerista Martín Padern fue derrotado por el colorado Walter Riesgo de la Cruzada 94 (renuncia poco después, y asumió Asdrúbal Vázquez).

### Rocha
El blanco Irineu Riet Correa fue derrotado por su antecesor, el colorado Adauto Puñales, ahora alineado con el Foro Batllista.

### Salto
El colorado Eduardo Malaquina (Foro Batllista) fue elegido una vez más, al derrotar al blanco Eduardo Minutti.

### San José
Como Juan Chiruchi no podía ser reelegido, se presentó y ganó su "delfín" Jorge Cerdeña.

### Soriano
Fue elegido el nacionalista Gustavo Lapaz.

### Tacuarembó
Un departamento de larga tradición blanca, que eligió a Eber da Rosa Vázquez.

### Treinta y Tres
Históricamente blanco; al no poder ser reelegido Wilson Elso Goñi, se presentó y ganó Walter Campanella.